# Cabaret (musikal)

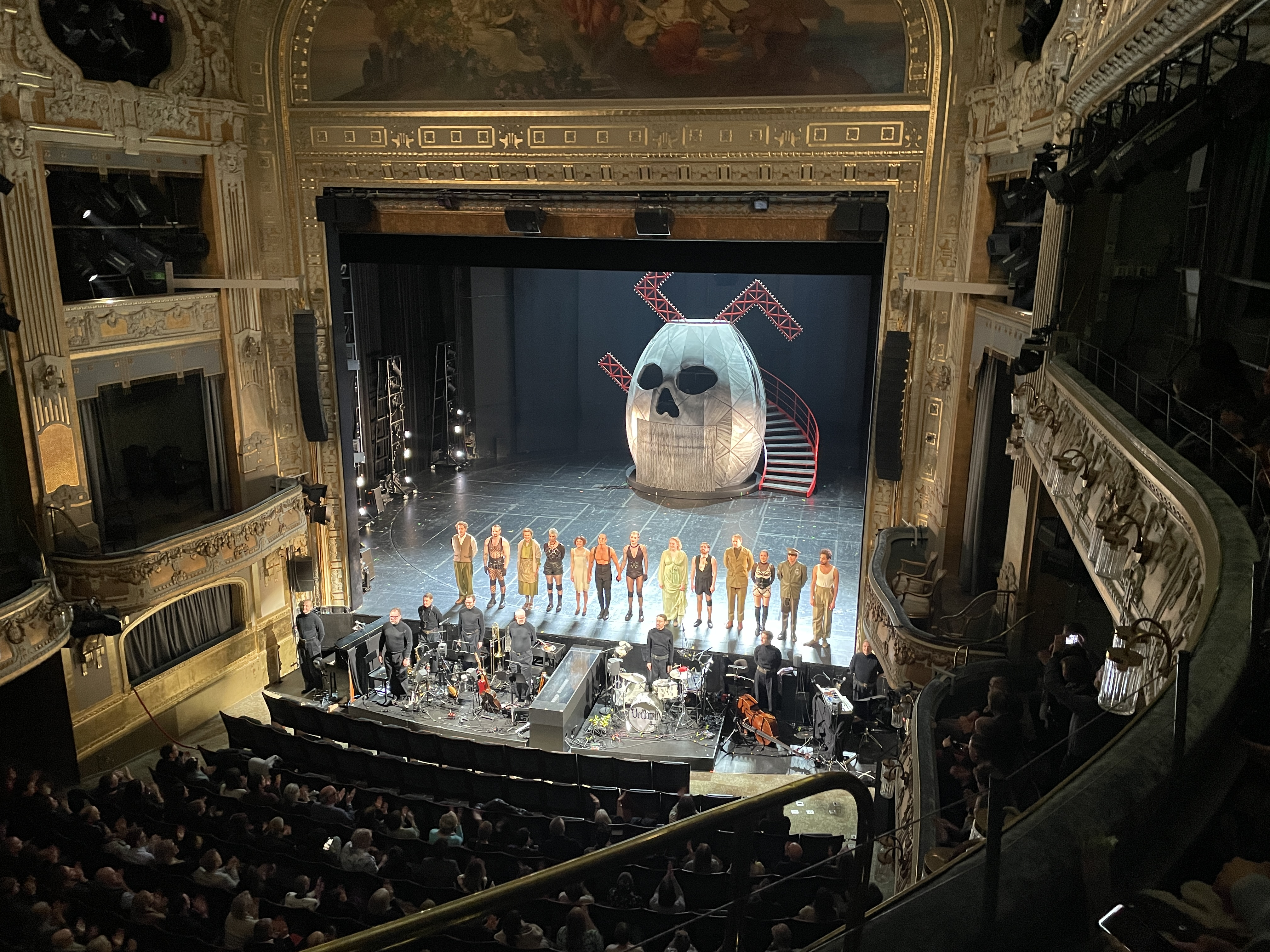
Uppsättningen på Dramaten 2022.

Cabaret, en amerikansk musikal från 1966 av Fred Ebb och John Kander, med manus av Joe Masteroff. Den bygger på Christopher Isherwoods bok Farväl till Berlin från 1939 (sv. övers. 1954), en självbiografisk skildring från Berlin strax efter 1930.
Musikalen gick på Broadway mellan 1966 och 1969. I huvudrollerna fanns Bert Convy och Jill Haworth och i rollen som konferencier fanns redan från början Joel Grey som blev mycket uppmärksammad i filmen som kom 1972. I en biroll fanns Lotte Lenya, själv flykting från Hitlertyskland och änka efter Kurt Weill. Den gick i 1 166 föreställningar och fick Tony för bästa musikal 1967.
Den svenskspråkiga urpremiären skedde i Finland, 1968 i Helsingfors på Svenska Teatern. 1969 hade den premiär i Norrköping. Samma år gick den även upp på Stora Teatern i Göteborg och Maximteatern i Stockholm, där Monica Nielsen hade den kvinnliga huvudrollen.

## Svenska uppsättningar
| År        | Teater                                    | Regi                    | Sally Bowles                 | Konferenciern                     | Cliff Bradshaw                  | Fräulein Schneider             | Herr Schultz                  | Ernst Ludwig                    | Fräulein Kost                        |
| --------- | ----------------------------------------- | ----------------------- | ---------------------------- | --------------------------------- | ------------------------------- | ------------------------------ | ----------------------------- | ------------------------------- | ------------------------------------ |
| 1968      | Svenska Teatern i Helsingfors             | Gordon Marsh            | Helen Elde                   | Kurt Ingvall                      | Göran Schauman                  | Gerda Ryselin                  |                               |                                 |                                      |
| 1969      | Stadsteatern Norrköping–Linköping         | John Zacharias          | Ruth Kasdan                  | Olle Johansson                    | Ulf Qvarsebo                    | Margreth Weivers               | Bertil Norström               | Åke Lundqvist                   | Stina Ståhle                         |
| 1969      | Stora Teatern                             | Stella Claire           | Désirée Edlund               | Åke Harnesk                       | Tommy Jacobsson                 | Isa Quensel                    | Rune Olson                    |                                 |                                      |
| 1969      | Maximteatern                              | Lars Amble              | Monica Nielsen               | Jan Blomberg                      | Lars Lind                       | Barbro Larsson                 | Ingvar Kjellson               | Åke Lindström                   | Berit Gustafsson                     |
| 1970      | Riksteatern                               | Henny Mürer             | Eva Bysing                   | Per Olof Eriksson                 | Sten Gester                     | Inga Gill                      | Rune Olson                    |                                 |                                      |
| 1970      | Malmö stadsteater                         | Stella Claire           | Marianne Wesén               | Jan Malmsjö                       | Arne Strömgren                  | Agneta Prytz                   | Tommy Nilson                  | Niels Dybeck                    |                                      |
| 1989      | Oscarsteatern                             | Georg Malvius           | Liselott Lindeborg           | Richard Carlsohn                  | Rico Rönnbäck                   | Margreth Weivers               | Bertil Norström               |                                 |                                      |
| 1994      | Intiman                                   | Lars-Erik Liedholm      | Petra Nielsen                | Karl Dyall                        | Per Graffman                    | Inga Gill                      | Olof Thunberg                 | Per Arvidsson                   | Anna Sundqvist                       |
| 1997      | Parkteatern                               | Åsa Kalmér              | Charlotte Strandberg         | Lars Demian                       | Jonas Karlsson                  | Chatarina Larsson              | Thomas Roos                   | Jacob Ericksson                 | Ingela Olsson                        |
| 2001      | Dramaten                                  | Richard Turpin          | Malena Ernman/Malena Laszlo  | Örjan Ramberg                     | Jonas Malmsjö                   | Inga-Lill Andersson            | Magnus Ehrner                 | Ulf Drakenberg                  | Kristina Törnqvist                   |
| 2004      | Backa Teater                              | Alexander Öberg         | Gunilla Johansson            | Johannes Bah Kuhnke               | Rasmus Lindgren                 | Kristina Alstam                | Mats Blomgren                 |                                 | Maria Hedborg                        |
| 2006      | Helsingborgs stadsteater                  | Christian Tomner        | Louise Ryme                  | Maria Kulle                       | Alexander Stocks                | Evamaria Björk                 | Dan Kandell                   |                                 |                                      |
| 2006      | Tyrol                                     | Johan Wahlström         | Sara Lindh                   | Peter Jöback                      | Anders Berg                     | Anneli Martini/ Monica Nielsen | Peter Kneip/ Anders Nyström   | Jens Hultén                     | Anne-Lie Rydé                        |
| 2007      | Rondo                                     | Johan Wahlström         | Sara Lindh                   | Peter Jöback                      | Anders Berg                     | Monica Nielsen                 | Anders Nyström                |                                 | Anna-Maria Hallgarn                  |
| 2008      | Östgötateatern                            | Tereza Andersson        | Martyna Lisowska             | Richard Carlsohn                  | Tobias Almborg                  | Liselott Lindeborg             | Jörgen Mulligan               | William Wahlstedt               | Therese Angleflod                    |
| 2008      | Stockholms stadsteater                    | Colin Nutley            | Helena Bergström             | Rikard Wolff                      | Johannes Bah Kuhnke             | Siw Malmkvist                  | Sven Wollter                  | Lars Bethke                     | Lena B. Eriksson                     |
| 2009      | Hässleholms kulturhus                     | Bengt Larsson           | Kristina Hahne               | Anna-Lena Brundin                 | Fredrik Ekdala                  |                                |                               |                                 |                                      |
| 2010      | Gotlands Musikalkompani                   |                         | Malin Karlsson               | Vilhelm Blomgren                  |                                 |                                |                               |                                 |                                      |
| 2010      | Säffleoperan                              | Ricky Andreis           | Karolina Krigsman            | Reuben Sallmander                 | Mattias Palm                    |                                |                               |                                 |                                      |
| 2011      | Svenska Teatern i Helsingfors             | Georg Malvius           | Birthe Wingren               | Riko Eklundh                      | Erik-André Hvidsten             | Ulla-Britt Bostöm              | Bo Andersson                  |                                 |                                      |
| 2014      | Malmö Stadsteater och Malmö Opera på Hipp | Hugo Hansén             | Sara Jangfeldt               | Lindy Larsson                     | Kristoffer Berglund             | Marianne Mörck                 | Hans-Peter Edh                | Mattias Linderoth               |                                      |
| 2014      | Uppsala Stadsteater                       | Ronny Danielsson        | Sarah Dawn Finer             | Oscar Pierrou Lindén              | Francisco Sobrado               | Babben Larsson                 | Gustav Levin                  | Eli Ingvarsson                  | Linda Kulle                          |
| 2015      | Kulturhuset Stadsteatern                  | Ronny Danielsson        | Sarah Dawn Finer             | Robert Fux                        | Albin Flinkas                   | Lill Lindfors                  | Johan Rabaeus                 | Lars Göran Persson              | Maja Rung/ Lisette Pagler            |
| 2016      | Borås stadsteater                         | Ragna Wei               | Elin Bornell                 | Mikael Dahl                       | Jesper Gester                   |                                |                               |                                 |                                      |
| 2017      | Norrbottensteatern                        | Josette Bushell-Mingo   | Karin Paulin                 | Kayode Shekoni                    | Carl Jacobson                   | Monica Einarsson               | Roger Storm                   | Mikael Odhag                    | Linda Wincent                        |
| 2021-2022 | Dramaten                                  | Farnaz Arbabi           | Ana Gil de Melo Nascimento   | Jonas Malmsjö                     | Alexander Salzberger            | Marie Richardson               | Johan Holmberg                | Christoffer Svensson            | Camila Bejarano Wahlgren             |
| 2022-2023 | GöteborgsOperan                           | James Grieve            | Kerstin Hilldén/ Åsa Sjöblom | David Lundqvist/ Micaela Sjöstedt | Tobias Ahlsell/ Magnus Lundgren | Siw Erixon/ Mirja Burlin       | Lars Hjertner/ Johan Rudebeck | Anders Wängdahl/ Simon Drangnér | Karin Mårtenson Ghods/ Rudina Hatipi |
| 2023      | Helsingborgs stadsteater                  | Mellika Melouani Melani | Elin Norin                   | Gladys del Pilar                  | Nina Jeppsson                   | Cecilia Borssén                | Jörgen Düberg                 | Tobias Borvin                   | Agnes Duvander                       |
| 2023      | Dalateatern                               | Daniel Rylander         | Mala Kyndel                  | Anders Wängdahl                   | Jakob Bladh                     | Susanne Ekman-Hellström        | Göran Engman                  | Joel Torstensson                | Anna Granquist                       |